# Złośliwość histologiczna
Złośliwość histologiczna – histopatologiczne cechy nowotworu pozwalające ocenić i sklasyfikować jego złośliwość biologiczną. Określenie stopnia złośliwości histologicznej (grading), obok stadium zaawansowania klinicznego (staging) w klasyfikacji TNM, jest standardowym elementem oceny nowotworu, o dużym znaczeniu w doborze optymalnego postępowania leczniczego i oceny rokowania chorego.

## Złośliwość histologiczna a złośliwość biologiczna
Złośliwość biologiczna nowotworu może być oceniona klinicznie i histopatologicznie. Klinicznie złośliwy nowotwór to taki nowotwór, który nieleczony zawsze prowadzi do śmierci chorego. Histologiczna ocena złośliwości przewiduje, na podstawie ocenionych cech histopatologicznych, właściwości kliniczne nowotworu, które decydują o przebiegu choroby, w tym zdolności naciekania i niszczenia okolicznych tkanek oraz do rozprzestrzeniania się przez tworzenie przerzutów odległych. Jest to więc korelacja między cechami histopatologicznymi a przebiegiem klinicznym.

## Systemy oceniania złośliwości
Powstało wiele systemów oceniających złośliwość histologiczną dla różnych nowotworów. Zwykle stosuje się trzy- lub czterostopniowe skale złośliwości:
- GX – nie można ocenić stopnia zróżnicowania
- G1 – rak wysokozróżnicowany (niski stopień złośliwości)
- G2 – rak średniozróżnicowany (pośredni stopień złośliwości)
- G3 – rak niskozróżnicowany (wysoki stopień złośliwości)
- G4 – rak niezróżnicowany (bardzo wysoki stopień złośliwości).

Dla niektórych nowotworów stosuje się bardziej skomplikowane lub szczegółowe sposoby oceny złośliwości histologicznej: skalę Gleasona przy ocenie raka prostaty, skalę Fuhrman w raku nerki, skalę Blooma-Richardsona do klasyfikacji raka przewodowego sutka.
Ocena stopnia złośliwości opiera się na badaniu mikroskopowym, w tym z barwieniem hematoksyliną i eozyną, ale może być poszerzona o inne metody, na przykład immunohistochemię. Badana jest architektonika tkanki nowotworowej oraz cechy cytologiczne komórek nowotworowych. Z cech cytologicznych uwzględnia się stopień anaplazji, wielkość i kształt jąder komórkowych, objętość cytoplazmy oraz względny odsetek dzielących się komórek (indeks mitotyczny), a z cech architektonicznych ocenia się histologiczną organizację tkanki i odgraniczenie nowotworu.